# Россвилл (Австралия)
Россвилл (англ. Rossville) — небольшой город в районе Кук, Квинсленд, Австралия. Находится в восточной части полуострова Кейп-Йорк. В 2016 году население Россвилла составило 204 человека.

## География
Россвилл находится в северном Квинсленде, на востоке полуострова Кейп-Йорк в 10 км к западу от побережья. Расстояние до Куктауна (центра района) составляет 38 км.

## Климат
Средняя температура составляет 20 °C. Самый теплый месяц — февраль при средней температуре 24 °C, а самый холодный — июнь при средней температуре 18 °C.Среднее количество осадков составляет 1556 миллиметров в год. Самый влажный месяц — март (390 мм осадков), а самый сухой — сентябрь (11 мм осадков).

## Демография
По данным переписи 2016 года, население Россвилла составляло 204 человека. Из них 58,2 % были мужчины, а 41,8 % — женщины. Средний возраст населения составил 53 года. 68,4 % жителей Россвилла родились в Австралии. Другими ответами по стране рождения были Великобритания (9.7 %), Новая Зеландия (7.1 %) и Соединённые Штаты Америки (1.5 %).